# Sekyra und White’s-Professur für Moralphilosophie
Die White-Professur für Moralphilosophie wurde 1621 durch Thomas White (zirka 1550–1624), Kanoniker der Christ Church an der Universität Oxford, gegründet als ältester Professorenposten für Philosophie an der University of Oxford gestiftet. Gleichzeitig stellte White auch Finanzmittel für den Lehrstuhl zur Verfügung.
Im Jahr 2021 wurde der Lehrstuhl in Anerkennung der Unterstützung durch die Sekyra-Stiftung in Sekyra-und-White-Professur für Moralphilosophie umbenannt.
Nach der ursprünglichen Absprache sollte ein Professor jährlich ein Stipendium in der Höhe von 100 Pfund bekommen, dazu kamen noch weitere Zahlungen und Belohnungen. Den Posten konnte man für fünf, maximal zehn Jahre innehaben. Ab dem Jahr 1673 wurde es zur Praxis, dass in das Amt einer der Proktoren, häufig der Hauptproktor, gewählt wurden. Im Laufe der Zeit fanden keine Vorlesungen mehr statt und später geriet der Lehrstuhl in Vergessenheit, sodass man bis 1831 keine Erwähnung in den Vorlesungslisten der Universität Oxford finden kann. Die Wahlpraxis, die die Proktoren begünstigte, dauerte mit einer einzigen Ausnahme bis Februar 1829 an.
Der Lehrstuhl wurde im Jahr 1858 mit einem durch den Privy Council genehmigten Statut neu gegründet. Aufgrund der von den Universitätskommissaren erlassenen Statuten im Jahr 1877 ist der Lehrstuhl mit der Mitgliedschaft im Corpus Christi College verbunden.
Der Sekyra-und-White-Professor für Moralphilosophie leitet das Studium und die Entwicklung der Moralphilosophie in Oxford und betreut Doktoranden und Masterstudenten in diesem Fach. Der Lehrstuhlinhaber leitet auch das Oxford Moral Philosophy Seminar.

## Liste der Professoren
- 1621 William Price, MA, Student der Christ Church
- 1630 Thomas Ballow, MA, Student der Christ Church
- 1634 Edward Fulham, MA, Student der Christ Church
- 1638 George Gisbey, MA, Mitglied des St. John’s College
- 1643 John Berkenhead, MA, Mitglied des All Souls College
- 1648 Edward Copley, MA, Mitglied des Merton College
- 1649 Henry Wilkinson, BD, Dekan der Magdalen Hall
- 1654 Francis Howell, MA, Mitglied des Exeter College; später Dekan der Jesus College
- 1657 William Carpender, MA, Student der Christ Church
- 1660 Francis Palmer, MA, Student der Christ Church
- 1664 Andrew Crispe, MA, Student der Christ Church
- 1668 Nathaniel Hodges, MA, Student der Christ Church
- 1673 Abraham Campion, MA, Mitglied und Hauptproktor des Trinity College
- 1708 Edward Thwaytes, MA, Mitglied des Queen’s College; Regius Professor of Greek
- 1829 William Mills, BD, Mitglied des Magdalen College
- 1834 Renn Dickson Hampden, DD, Dekan der St. Mary Hall; später Regius Professor of Divinity, Bischof von Hereford
- 1836 William Sewell, MA, Mitglied des Exeter College
- 1841 Charles William Stocker, DD, damals Mitglied des St. John’s College
- 1842 George Henry Sacheverell Johnson, MA, Mitglied des Queen’s College, Savilian Professor of Astronomy
- 1845 Henry George Liddell, MA, Student der Christ Church und später Dekan der Christ Church
- 1846 John Matthias Wilson, MA, Mitglied des Corpus Christi College und später sein Präsident
- 1851 John Matthias Wilson, wiedergewählt
- 1856–1858 Posten nicht besetzt
- 1858 John Matthias Wilson, wiedergewählt
- 1874 John Richard Turner Eaton (1825–?), MA, damals Mitglied des Merton College
- 1878 Thomas Hill Green (1836–1882), MA, Mitglied des Balliol College
- 1882 William Wallace (1843–1897), MA, Student des Balliol College; Mitglied des Merton College
- 1897 John Alexander Stewart (1846–1933), MA, Student der Christ Church
- 1923 William David Ross (1877–1971), MA, Mitglied des Oriel College
- 1928 Harold Arthur Prichard (1871–1947), MA, Stipendiat des New College; Hertford College, Trinity College und Corpus Christi College
- 1937 Herbert James Paton (1887–1969), MA (Glasgow), MA, Träger des Snell-Stipendiums am Balliol College; Mitglied des Corpus Christi College
- 1952 John Langshaw Austin (1911–1960), MA, Mitglied des All Souls College und Magdalen College
- 1960 William Calvert Kneale (1906–1990), MA, Mitglied des Exeter College
- 1966 Richard Mervyn Hare (1919–2002), MA, Student und Mitglied des Balliol College; Mitglied des Corpus Christi College
- 1983–1990 Posten nicht besetzt
- 1990 Bernard Arthur Owen Williams (1929–2003), MA, Mitglied des Corpus Christi College
- 1996 James Griffin (1933–2019), BA (Yale), MA, DPhil, Mitglied des Keble College und des Corpus Christi College
- 2001 John Broome (1947–), BA (Cambridge), PhD (MIT), Mitglied des Corpus Christi College
- 2014 Jeff McMahan (1954–), BA (University of the South, Sewanee), BA, MA (Oxford), PhD (Cambridge), Mitglied des Corpus Christi College